# Javier Paredes
Javier Paredes Arango (ur. 5 lipca 1982 w Oviedo) – hiszpański piłkarz grający na pozycji lewego obrońcy. Pochodzi z Oviedo i jest wychowankiem Realu Oviedo. Następnie występował w Realu Madryt Castilla oraz w Getafe CF. W 2007 roku odszedł do Realu Saragossa, z którym w 2008 roku spadł do Segunda División.